# 35/1000
35/1000, известно още като KDG35/1000, е многоцелево револверно оръдие произвеждано от „Oerlikon Contraves“, Швейцария.

## История
Работата по 35/1000 (35 мм/1000 сн.) започва в началото на 1990 година. Първият прототип е произведен през 1994 г. и в края на същата година са проведени първите огневи изпитания.
Изпитанията приключват през 1999 година и оръдието получава означение KDG: K – оръдие (kanone), D – калибър от 35 mm, G – модел на конструкцията за този калибър.
Поради големите си размери и тегло оръдието се използва ограничено в съвременната авиация. Използва се предимно при самолетите за огнева поддръжка или в прикачни оръдейни контейнери.

## Техническо описание
Оръдието е изпълнено по схема с четиризаряден барабан, което позволява стрелба с различни 35 mm калибрени и подкалибрени снаряди. Стрелбата се осъществява чрез електроспусък, а автоматиката работи за сметка на барутните газове.
Цевта на оръдието е нарезна с 24 канала с дясна стъпка. Дължината ѝ е 2,76 m при тегло – 100 kg (без дулния спирач). Захранването с боеприпаси е от беззвенови тип, а подаването им става от дясната страна на оръдието.
Електрическата система използва постоянен ток с напрежение от 24 волта. Изпълнена е така, че при недотикване на снаряда или засечка изстрел не се произвежда.
Използват се следните видове боеприпаси: AHEAD, HEI и APDS-T.